# Emil Fick
Emil Fredrik Fick, född 18 juli 1863 i Landskrona, död 20 februari 1930 i Stockholm, var en svensk militär och idrottsman. Han var i sitt andra äktenskap gift med Emy Fick.
Emil Fick var son till handlaren Adolf Fredrik Fick. Han tog sin examen på den klassiska linjen i Lund och gick sedan vidare till det militära. Han blev underlöjtnant vid Svea artilleriregemente 1885, löjtnant 1890 och kapten 1900. År 1913 övergick han till reserven. Fick genomgick 1890–1892 Gymnastiska centralinstitutet där han 1895 var extra lärare, och studerade 1892–1893 och 1901 vid fäktskolan i Joinville-le-Pont. 
Han deltog vid de olympiska spelen i Paris 1900 och blev därmed den förste svenske olympiern i fäktning. Några månader senare tävlade han i de Nordiska spelen 1901 där han vann första pris både i enhands- och tvåhandsfäktning. Han var en framstående fäktare både inom florett och värja, och tillhörde 1901 stiftarna av Föreningen för fäktkonstens främjande. Han var dess ordförande 1903–1917, samt 1905–1909 vice ordförande och 1909–1912 ordförande i Svenska Fäktförbundet. Fick ledde fälttävlingarna vid Olympiska sommarspelen 1912. Han var även en skicklig ryttare och skrev en mängd artiklar om ridning och fäktning såväl i Sverige som internationellt. Ficks samling av värdefull litteratur om fäktning och ridning förvärvades efter hans död av Livrustkammaren. Emil Fick är begravd på Norra begravningsplatsen utanför Stockholm.